# Culicoides homochorus
Culicoides homochorus är en tvåvingeart som beskrevs av Remm och Zhogolev 1968. Culicoides homochorus ingår i släktet Culicoides och familjen svidknott. Inga underarter finns listade i Catalogue of Life.